# Universal Disk Format
Universal Disk Format (in acronimo UDF) è un file system creato dall'OSTA (Optical Storage Technology Association) che implementa lo standard ISO 13346 per sopperire alle esigenze che file system ISO 9660 non garantiva più per i CD e DVD.

## Descrizione
Prevede nomi di file con maiuscole e minuscole, con lunghezza massima di 255 caratteri. È stato ottimizzato per utilizzare dati di grandi dimensioni e per minimizzare la necessità di cambiamenti quando un file deve essere aggiunto o cancellato, per questo motivo è utilizzato da certi software di scrittura a pacchetti CD-R/CD-RW.
Le dimensioni massime dei file archiviabili è di 16 Exbibyte, file più grandi non possono essere scritti con questo file system.

## Supporto nei sistemi operativi
Windows 98 e Windows 2000 possono utilizzare perfettamente il formato UDF, necessitando però di driver aggiuntivi mentre Windows XP e successivi hanno invece un supporto nativo. Mac OS supporta UDF a partire dalla versione 8.1, mentre il kernel linux lo supporta a partire dalla release 2.4, sebbene le versioni più recenti abbiano capacità di sola lettura.